# Edson Álvarez
Edson Omar Álvarez Velázquez (* 24. října 1997 Tlalnepantla), známý také jako El Machín, je mexický profesionální fotbalista, který hraje na pozici defensivního záložníka za anglický klub West Ham United FC a za mexickou reprezentaci.

## Klubová kariéra
V roce 2014, když mu bylo 16 let, se Álvarez připojil do mládežnického týmu klubu América a hrál za tým do 17 let. Následující rok byl povýšen do „béčka“ Américy hrající v druhé lize .
V srpnu 2016 povolal Álvareze trenér Ignacio Ambríz poprvé do prvního týmu. Nastoupil v 5. kole ligového utkání Américy proti Monarcas Morelia, ačkoli celé utkání seděl na lavičce. Obdržel dres s atypickým číslem 282. Dne 29. října dal nově jmenovaný trenér Ricardo La Volpe devatenáctiletému Álvarezovi šanci, a ten si tak připsal debut v Lize MX při výhře týmu nad Santosem Laguna; odehrál celých 90 minut a v internetové anketě Muž zápasu ho fanoušci klubu zvolili na třetím místě. Dne 25. prosince vstřelil svůj první gól v kariéře ve finále Apertury proti Tigres UANL.
Před začátkem sezóny 2017/18 dostal Álvarez dres s číslem 4, který se uvolnil po odchodu Erika Pimentela. Toto číslo už mu zůstalo.
Dne 16. prosince 2018 dostal Álvarez příležitost nastoupit v odvetném utkání finále Apertury proti Cruz Azul, kde hrál ve středu pole místo zraněného Mateuse Uribeho, a dvěma zásahy pomohl Américe získat svůj 13. ligový titul. Všechny góly dvojzápasu dal právě Edson. Dne 23. února 2019 nastoupil ke svému 100. soutěžnímu utkání za Américu při vítězství týmu 3:0 nad Lobos BUAP .

### Ajax
Dne 19. července 2019 oznámil nizozemský klub Ajax Amsterdam dohodu s Clubem América o podpisu pětileté smlouvy s Álvarezem. Dne 22. července hráč úspěšně prošel lékařskou prohlídkou a byl klubem oficiálně představen, přičemž mu byl předán dres s číslem 4, který se uvolnil po odchodu obránce Matthijse de Ligta. Klub oznámil oficiální přestupovou částku 15 milionů eur. Dne 17. srpna Álvarez debutoval v soutěžním utkání za Ajax jako střídající hráč v 74. minutě při ligové výhře 4:1 nad VVV-Venlo. Dne 29. srpna Álvarez vstřelil svůj první gól při svém prvním startu proti APOELu ve 2. předkole Ligy mistrů. Dne 17. září Álvarez vstřelil druhý gól při vítězství 3:0 ve skupinové fázi Ligy mistrů nad Lille a stal se tak prvním mexickým hráčem, který skóroval při svém debutu v Lize mistrů.
Dne 21. března 2021 vstřelil Álvarez svůj první gól v Eredivisie za Ajax při vítězství 5:0 nad Den Haagem. Na konci své druhé sezóny byl nominován na nejlepšího hráče ligy.
Dne 27. října 2021 bylo oznámeno, že Álvarez podepsal s Ajaxem prodloužení smlouvy do roku 2025. Dne 30. dubna 2022 se stal 174. hráčem v Club van 100, což je skupina hráčů, jež odehráli za Ajax minimálně 100 zápasů. Stý zápas si Álvarez připsal při ligovém vítězství 3:0 nad Zwolle.

## Reprezentační kariéra

### Mládežnická
Álvarez byl povolán na sraz reprezentace do 20 let mistrovství CONCACAF U20 v roce 2017, v kvalifikaci Mistrovství světa ve fotbale 2017 dvacítek. Byl zařazen do nejlepší jedenáctky turnaje. Álvarez byl zařazován do základní sestavy i na samotném turnaji a dokonce vstřelil vítězný gól při výhře Mexika 3:2 nad proti Vanuatu.

### Seniorská
Dne 30. ledna 2017 obdržel Álvarez první povolání do A–týmu na přátelské utkání proti Islandu. V seniorské reprezentaci debutoval 8. února 2017, když v 60. minutě nahradil Jesúse Molinu. Spolu s Alejandrem Mayorgou byl Álvarez uváděn jako opora záložního týmu na Konfederačním poháru, na Zlatý pohár CONCACAF byl povolán jako nejmladší hráč v týmu. Soupiska byla složena převážně z náhradníků, protože hlavní tým byl v Rusku, kde se účastnil zmiňovaného Konfederačního poháru. Dne 17. července, v posledním zápase skupinové fáze proti Curaçau, vstřelil Álvarez svůj první gól za národní tým při výhře 2:0, a stal se tak ve svých 19 letech nejmladším mexickým hráčem, který vstřelil gól na turnaji Zlatého poháru.
V květnu 2018 byl Álvarez zařazen do předběžného 28členného týmu Mexika pro Mistrovství světa jako nejmladší hráč v nominaci. Dne 4. června byl nakonec zařazen i na konečnou 23člennou soupisku. Nastoupil ve všech zápasech ve skupině; v třetím zápase proti Švédsku nastoupil Álvarez na pozici pravého obránce a v 74. minutě si vstřelil vlastní gól při prohře Mexika 3:0. Nastoupil také v osmifinále proti Brazílií.
V květnu 2019 byl Álvarez zařazen na předběžnou soupisku Gerarda Martina pro Zlatý pohár. V přátelském utkání proti Venezuele ale utrpěl zranění kolena, naštěstí se ukázalo, že došlo pouze k pohmoždění, a nic mu tedy nezabránilo v zařazení na konečnou turnajovou soupisku. Álvarez nastoupil v základní sestavě v pěti zápasech včetně finále, přičemž Mexiko turnaj vyhrálo.

## Osobní život
Álvarez se narodil v Tlalnepantla de Baz, obci severně od Mexico City, Adrianě Velázquezové a Evaristovi Álvarezovi. V dětství pracoval v rodinném podniku na výrobu fotbalových dresů pro místní týmy, což uvádí jako svůj první kontakt s fotbalem. Ve čtrnácti letech se Álvarez pokusil dostat do mládežnického týmu Pachucy, ale kvůli nízkému vzrůstu se do týmu nedostal. Álvarez uvažoval o tom, že s fotbalem skončí, ale i díky nesouhlasu rodičů, kteří věřili, že má talent na to, aby si splnil sen o profesionální kariéře, se rozhodl zkusit angažmá v mládežnickém týmu Clubu América, kam se nakonec po tříměsíční zkoušce dostal. Na každodenní tréninky týmu dojížděl tři až čtyři hodiny tam a zpět ze svého domova v Tlalnepantle na tréninkové hřiště klubu v Coapě. Podle Álvareze vydával téměř 70 procent svého měsíčního platu na dopravu.

## Statistiky

### Klubové
aktuální k 9. říjnu 2022
| Klub         | Sezóna  | Liga       | Liga   | Liga | Domácí pohár | Domácí pohár | Mezinárodní klubové poháry | Mezinárodní klubové poháry | Mezinárodní klubové poháry | Ostatní                 | Ostatní | Ostatní | Celkem | Celkem |
| Klub         | Sezóna  | Soutěž     | Zápasy | Góly | Zápasy       | Góly         | Soutěž                     | Zápasy                     | Góly                       | Soutěže                 | Zápasy  | Góly    | Zápasy | Góly   |
| ------------ | ------- | ---------- | ------ | ---- | ------------ | ------------ | -------------------------- | -------------------------- | -------------------------- | ----------------------- | ------- | ------- | ------ | ------ |
| Club América | 2016/17 | Liga MX    | 21     | 2    | 6            | 0            | —                          | —                          | —                          | Mistrovství světa klubů | 1       | 0       | 28     | 2      |
| Club América | 2017/18 | Liga MX    | 31     | 0    | 4            | 0            | Liga mistrů CONCACAF       | 4                          | 0                          | —                       | —       | —       | 39     | 0      |
| Club América | 2018/19 | Liga MX    | 34     | 3    | 12           | 0            | —                          | —                          | —                          | —                       | —       | —       | 46     | 3      |
| Club América | Celkem  | Celkem     | 86     | 5    | 22           | 0            | 4                          | 4                          | 0                          | 1                       | 1       | 0       | 113    | 5      |
| Ajax         | 2019/20 | Eredivisie | 12     | 0    | 3            | 0            | Liga mistrů UEFA           | 8                          | 2                          | —                       | —       | —       | 23     | 2      |
| Ajax         | 2020/21 | Eredivisie | 24     | 2    | 5            | 0            | Liga mistrů UEFA           | 4                          | 0                          | —                       | —       | —       | 39     | 2      |
| Ajax         | 2020/21 | Eredivisie | 24     | 2    | 5            | 0            | Evropská liga UEFA         | 6                          | 0                          | –                       | –       | –       | 39     | 2      |
| Ajax         | 2021/22 | Eredivisie | 31     | 5    | 3            | 0            | Liga mistrů UEFA           | 7                          | 0                          | —                       | —       | —       | 41     | 5      |
| Ajax         | 2022/23 | Eredivisie | 8      | 0    | 0            | 0            | Liga mistrů UEFA           | 3                          | 1                          | Nizozemský superpohár   | 1       | 0       | 12     | 1      |
| Ajax         | Celkem  | Celkem     | 75     | 7    | 11           | 0            | 28                         | 28                         | 3                          | 1                       | 1       | 0       | 115    | 10     |
| Celkem       | Celkem  | Celkem     | 161    | 12   | 33           | 0            | 32                         | 32                         | 3                          | 2                       | 2       | 0       | 228    | 15     |

### Reprezentační
aktuální k 9. říjnu 2022
| Národní tým | Rok    | Zápasy | Góly |
| ----------- | ------ | ------ | ---- |
| Mexico      | 2017   | 9      | 1    |
| Mexico      | 2018   | 11     | 0    |
| Mexico      | 2019   | 10     | 1    |
| Mexico      | 2020   | 3      | 0    |
| Mexico      | 2021   | 18     | 0    |
| Mexico      | 2022   | 7      | 1    |
| Celkem      | Celkem | 58     | 3    |

V tabulce střelců a výsledků je na prvním místě uveden počet gólů Mexika, ve sloupci skóre je uvedeno skóre po každém Álvarezově gólu.
| Gól č. | Datum              | Stadion                                                  | Soupeř   | Skóre | Minuta | Výsledek | Soutěž                                |
| ------ | ------------------ | -------------------------------------------------------- | -------- | ----- | ------ | -------- | ------------------------------------- |
| 1.     | 16. července 2017  | Alamodome, San Antonio,USA                               | Curaçao  | 2:0   | 90+1'  | 2:0      | Zlatý pohár CONCACAF 2017             |
| 2.     | 15. listopadu 2019 | Stadion Rommela Fernándeze, Panama City, Panama          | Panama   | 2:0   | 70'    | 3:0      | Liga národů CONCACAF 2019/20          |
| 3.     | 27. března 2022    | Estadio Olímpico Metropolitano, San Pedro Sula, Honduras | Honduras | 1:0   | 70'    | 1:0      | Kvalifikace na Mistrovství světa 2022 |

## Úspěchy

### Klubové
América
- Liga MX: Apertura 2018
- Copa MX: Clausura 2019

Ajax
- Eredivisie: 2020/21, 2021/22
- Nizozemský fotbalový pohár: 2020/21

Mexiko
- Zlatý pohár CONCACAF: 2019

### Individuální
- Umístění v nejlepší jedenáctce Mistrovství CONCACAF hráčů do 20 let 2017
- Umístění v nejlepší jedenáctce CONCACAF: 2018[14]
- Umístění v nejlepší jedenáctce IFFHS CONCACAF: 2020[15]
- Umistění v nejlepší jedenáctce Zlatého poháru CONCACAF: 2021[16]